# Dème de Sipiáda
Le dème de Sipiáda, en grec moderne : Δήμος Σηπιάδος / Dímos Sipiádos, est un ancien dème du district régional de Magnésie, en Thessalie, Grèce. Depuis 2010, il est fusionné au sein du dème du Pélion-du-Sud.
Selon le recensement de 2011, la population du dème compte 2 047 habitants.